# Onze-Lieve-Vrouw van Lourdesgrot (Vlezenbeek)
De Onze-Lieve-Vrouw van Lourdesgrot is een Lourdesgrot, gelegen te Vlezenbeek, deelgemeente van Sint-Pieters-Leeuw, Nederstraat en Zeypestraat. Deze Mariagrot werd gebouwd ter ere van Onze-Lieve-Vrouw van Lourdes in 1958 door Vicyot Van Dorselaer.

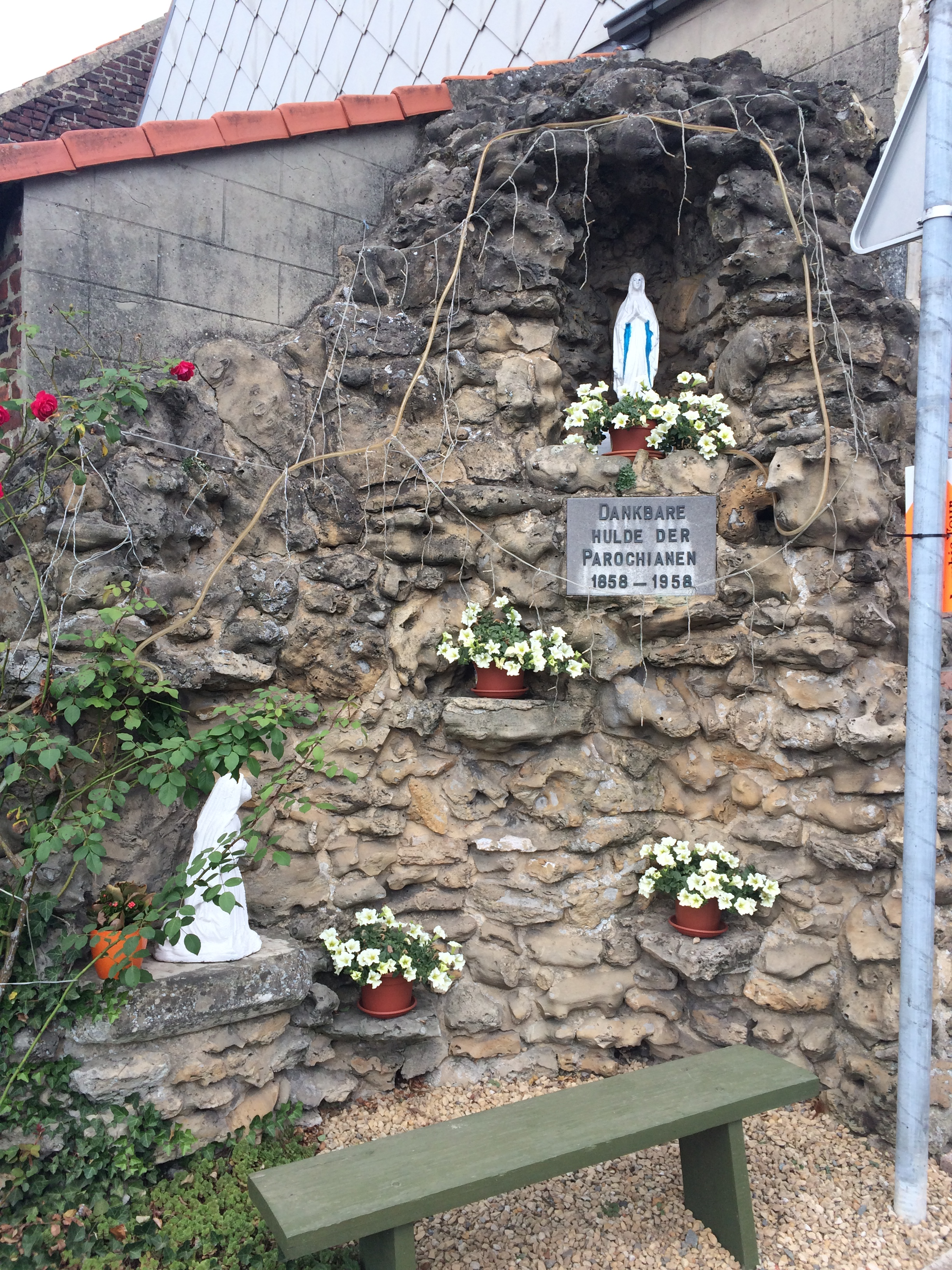
Onze-Lieve-Vrouw van Lourdes - Vlezenbeek

Onder het Mariabeeld staat de tekst: ‘Dankbare hulde der parochianen 1858-1958’.